# David Wolf
David Wolf, född 15 september 1989, är en tysk professionell ishockeyspelare som spelar för Hamburg Freezers i DEL. Han har tidigare spelat för Calgary Flames i NHL, Adirondack Flames i American Hockey League, Hannover Scorpions i Deutsche Eishockey Liga (DEL), ETC Crimmitschau, Fischtown Pinguins och Hannover Indians i 2. Eishockey-Bundesliga samt Heilbronner Falken i Eishockey-Oberliga.
Wolf blev aldrig draftad av någon NHL-organisation.
Han var med och tog OS-silver 2018.

## Statistik
| 2006–2007    | Heilbronner Falken  | 3. BL        | 1   | 0  | 0  | 0   | 0   | —  | — | —  | —  | —   |
| 2007–2008    | ETC Crimmitschau    | 2. BL        | 46  | 7  | 2  | 9   | 40  | 6  | 0 | 1  | 1  | 6   |
| 2008–2009    | ETC Crimmitschau    | 2. BL        | 36  | 2  | 6  | 8   | 120 | —  | — | —  | —  | —   |
| 2009–2010    | Hannover Scorpions  | DEL          | 54  | 4  | 7  | 11  | 40  | 11 | 3 | 0  | 3  | 23  |
|              | Fischtown Pinguins  | 2. BL        | 7   | 2  | 2  | 4   | 33  | —  | — | —  | —  | —   |
| 2010–2011    | Hannover Scorpions  | DEL          | 51  | 2  | 4  | 6   | 97  | 4  | 1 | 1  | 2  | 52  |
|              | Hannover Indians    | 2. BL        | 1   | 0  | 3  | 3   | 4   | —  | — | —  | —  | —   |
| 2011–2012    | Hamburger Freezers  | DEL          | 46  | 12 | 23 | 35  | 167 | 5  | 0 | 0  | 0  | 2   |
| 2012–2013    | Hamburger Freezers  | DEL          | 49  | 17 | 19 | 36  | 96  | 6  | 1 | 3  | 4  | 26  |
| 2013–2014    | Hamburger Freezers  | DEL          | 48  | 14 | 26 | 40  | 152 | 10 | 4 | 8  | 12 | 47  |
| 2014–2015    | Calgary Flames      | NHL          | 3   | 0  | 0  | 0   | 2   | 1  | 0 | 0  | 0  | 0   |
|              | Adirondack Phantoms | AHL          | 59  | 20 | 18 | 38  | 168 | —  | — | —  | —  | —   |
| NHL totalt   | NHL totalt          | NHL totalt   | 3   | 0  | 0  | 0   | 2   | 1  | 0 | 0  | 0  | 0   |
| AHL totalt   | AHL totalt          | AHL totalt   | 59  | 20 | 18 | 38  | 168 | —  | — | —  | —  | —   |
| DEL totalt   | DEL totalt          | DEL totalt   | 248 | 49 | 79 | 128 | 552 | 36 | 9 | 12 | 21 | 139 |
| 2. BL totalt | 2. BL totalt        | 2. BL totalt | 90  | 11 | 13 | 24  | 197 | 6  | 0 | 1  | 1  | 6   |